# Cardiophorus jermolenkoi
Cardiophorus jermolenkoi is een keversoort uit de familie kniptorren (Elateridae). De wetenschappelijke naam van de soort is voor het eerst geldig gepubliceerd in 1969 door Dolin.